# Gennaro Nunziante

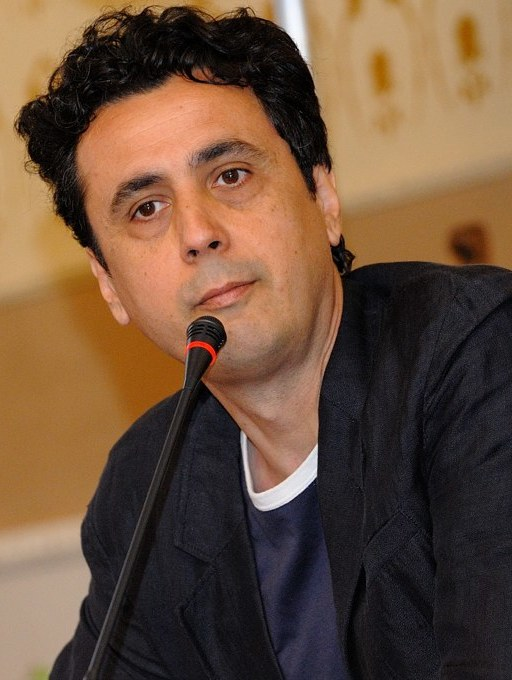
Gennaro Nunziante

Gennaro Nunziante (* 30. Oktober 1963 in Bari) ist ein italienischer Regisseur und Schauspieler. Er führte Regie bei Der Vollposten, dem erfolgreichsten italienischen Film aller Zeiten.

## Biografie
Seit 1985 ist er Schöpfer, Autor der Texte und teilweise Regisseur der Fernsehsendungen des Comic-Duos Toti und Tata: Filomena Coza Depurada (1992), Il Polpo (1993), Teledurazzo (1993), Melensa (1995), Televiscion (1997).
Dann begann er als Drehbuchautor zu arbeiten und führte 2009 Regie bei Cado dalle nubi, 2011 bei Che bella giornata, 2013 bei Sole a catinelle und 2016 bei Der Vollposten, alle mit Checco Zalone, und schließlich 2018 bei Il vegetale mit Fabio Rovazzi.

## Filmografie (Auswahl)
- 2009: Cado dalle nubi
- 2011: Che bella giornata
- 2013: Sole a catinelle
- 2016: Der Vollposten (Quo Vado?)
- 2018: Il vegetale